# Mniomalia
Mniomalia là một chi rêu trong họ Phyllodrepaniaceae.